# Хатки (Тернопільський район)
Хатки́ — село в Україні, у Великоберезовицькій селищній громаді Тернопільського району Тернопільської області. Розташоване в центрі району.
Населення — 39 осіб (2014).

## Назва
У 19 - на початку 20 століття також зустрічалася назва Хатки-Лучанські.

## Географія
Хатки розташовані за 13 кілометрів на південь від міста Тернополя та 6 кілометрів від найближчої залізничної станції Ходачків Великий (Тернопільський район). Площа села становить 0,4 квадратних кілометрів. Кількість дворів становить 48.
У селі є одна єдина вулиця - Радянська.

## Історія
Село Хатки засноване як присілок Великої Луки у 1848 році.
Хатками (халупками) найменували поселення найманих робітників на території поміщицьких маєтків.
У 1880 році на хуторі було 7 будинків. У кінці 19–середині 20 століття населений пункт часто називали Хатки Лучанські.
Діяли товариство «Просвіта» та кооператива "Надія".
У 1934–1939 роках разом із селом Велика Лука належало до ґміни Микулинці (нині смт Микулинці Теребовлянського району) Тернопільського повіту Тернопільського воєводства Другої Речі Посполитої.
Під час німецько-радянської війни в Червоній армії загинули Андрій Беца, Петро Мендюк, Михайло Слив’яний, Олексій Чеканда. Пропав безвісти Григорій Брикайло.
Симпатики ОУН, репресовані уродженці села – Іван Жукевич і Микола Залипський; підрайоновий провідник ОУН Ольга Гайсон (Канцер; 1921 р. н.).
У січні 1945 р. більшовики пограбували місцеве населення. 26 вересня 1948 р. в селі створили станицю (12 осіб) “істрєбітєльного батальйону” (“стрибків”).
До 2020 року було підпорядковане Великолуцькій сільраді. 
12 червня 2020 року, відповідно до розпорядження Кабінету Міністрів України № 724-р «Про визначення адміністративних центрів та затвердження територій територіальних громад Тернопільської області» увійшло до складу Великоберезовицької селищної громади.
19 липня 2020 року, в результаті адміністративно-територіальної реформи та ліквідації Тернопільського району, село увійшло до складу новоутвореного Тернопільського району.

## Населення
У 2014 році населення села становило 39 осіб (51 осіб у 2001). Згідно з переписом УРСР 1989 року чисельність наявного населення села становила 76 осіб, з яких 35 чоловіків та 41 жінка.
За переписом населення України 2001 року в селі мешкало 48 осіб. 100 % населення вказало своєю рідною мовою українську мову.

## Релігія
Є капличка.

## Культура
У селі працює клуб.

## Економіка
У селі працює ПМП “Песа”, ферма печериць Fungi Farm.  
Місцеві земельні паї орендують ТОВ “Стимул” і ПАП “Агропрод-сервіс”.

## Охорона здоров'я
У селі працює фельдшерсько-акушерський пункт.

## Пам'ятки
У селі є каплиця святої Трійці, що походить з першої половини 20 століття. Реконструйована 1989 року.
Є “фіґура” при в’їзді у село, споруджена на початку 20 століття.

## Галерея

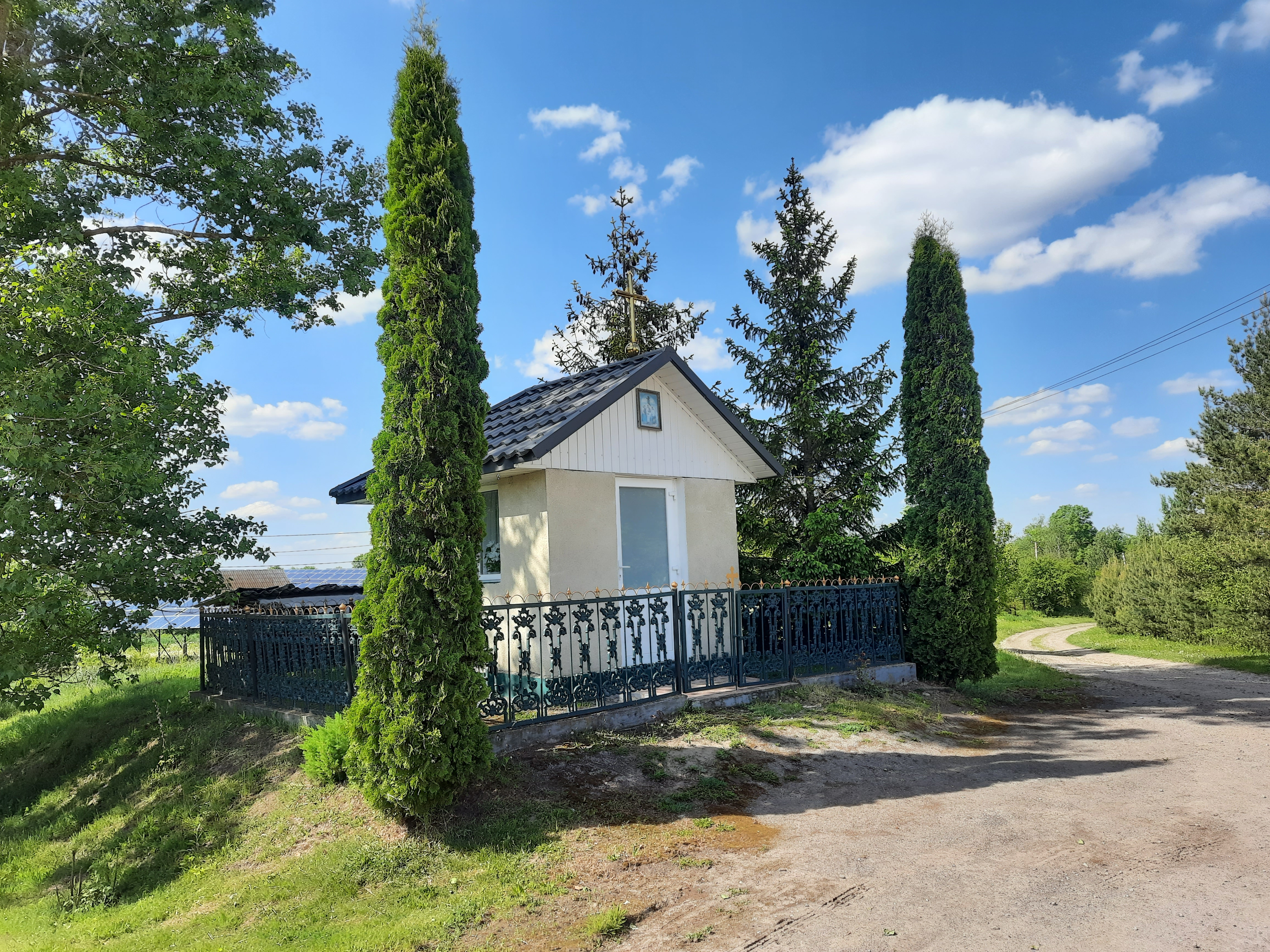
Каплиця Святої Трійці
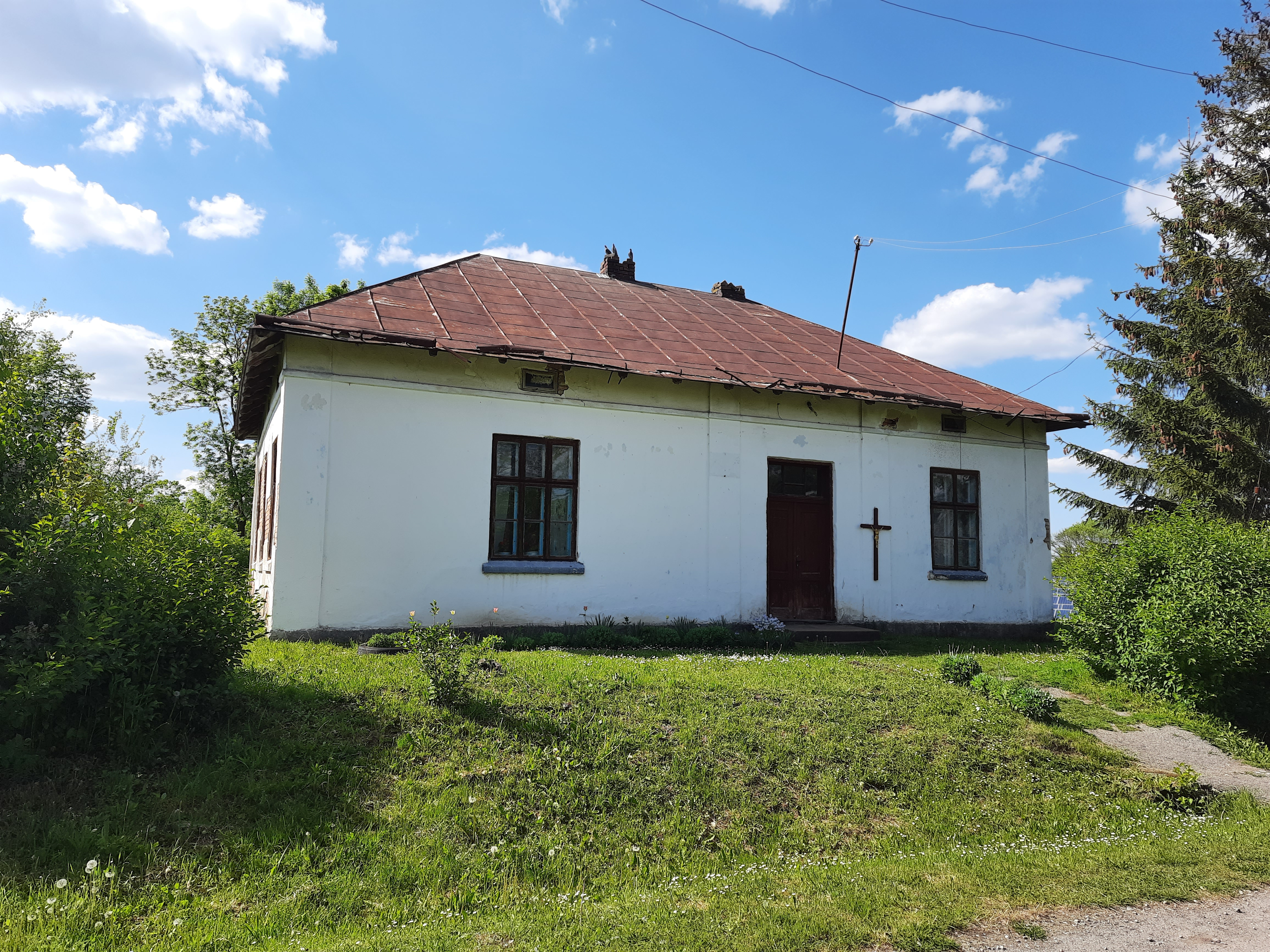
Будівля колишньої школи.
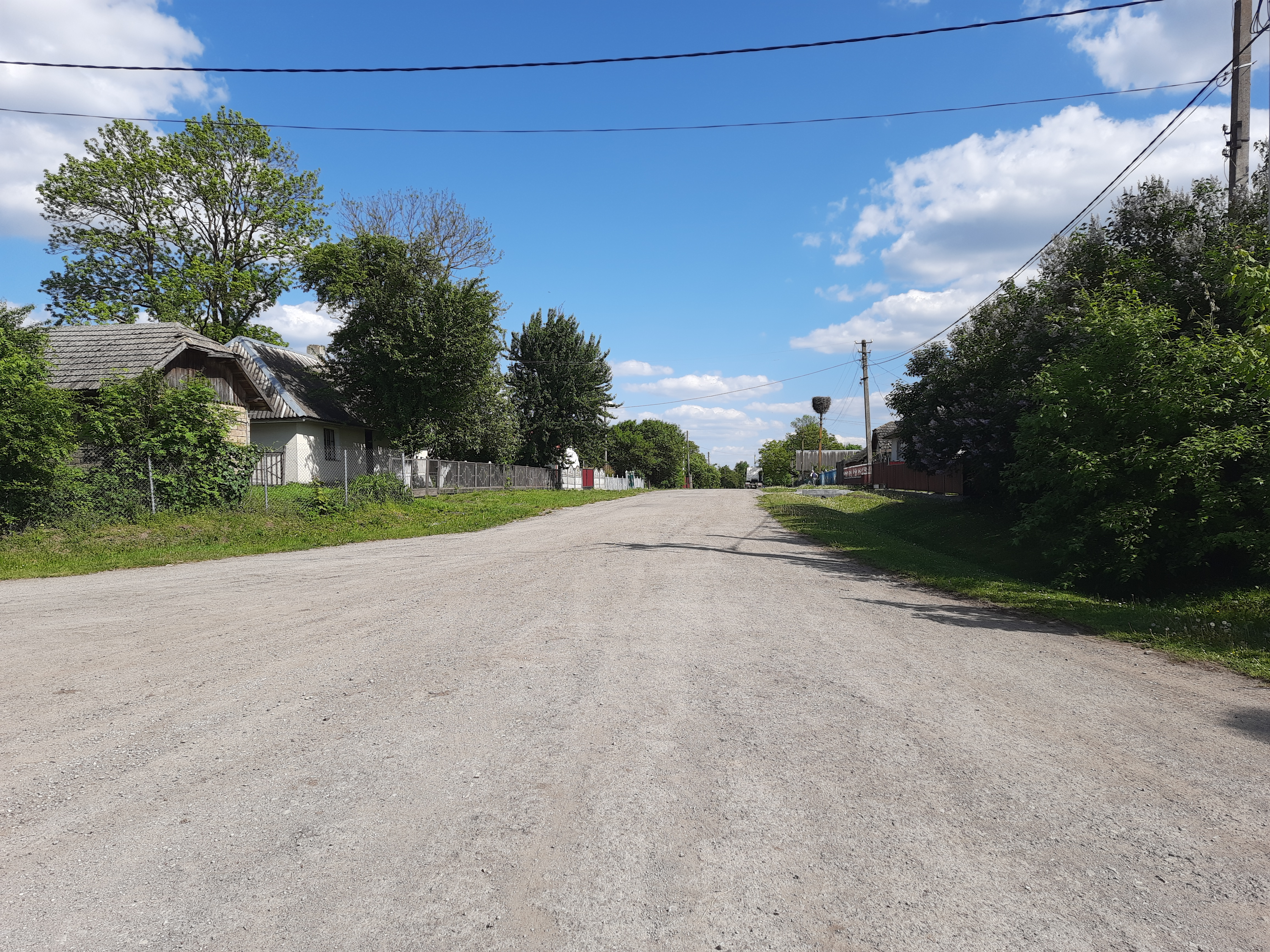
Сільська вулиця
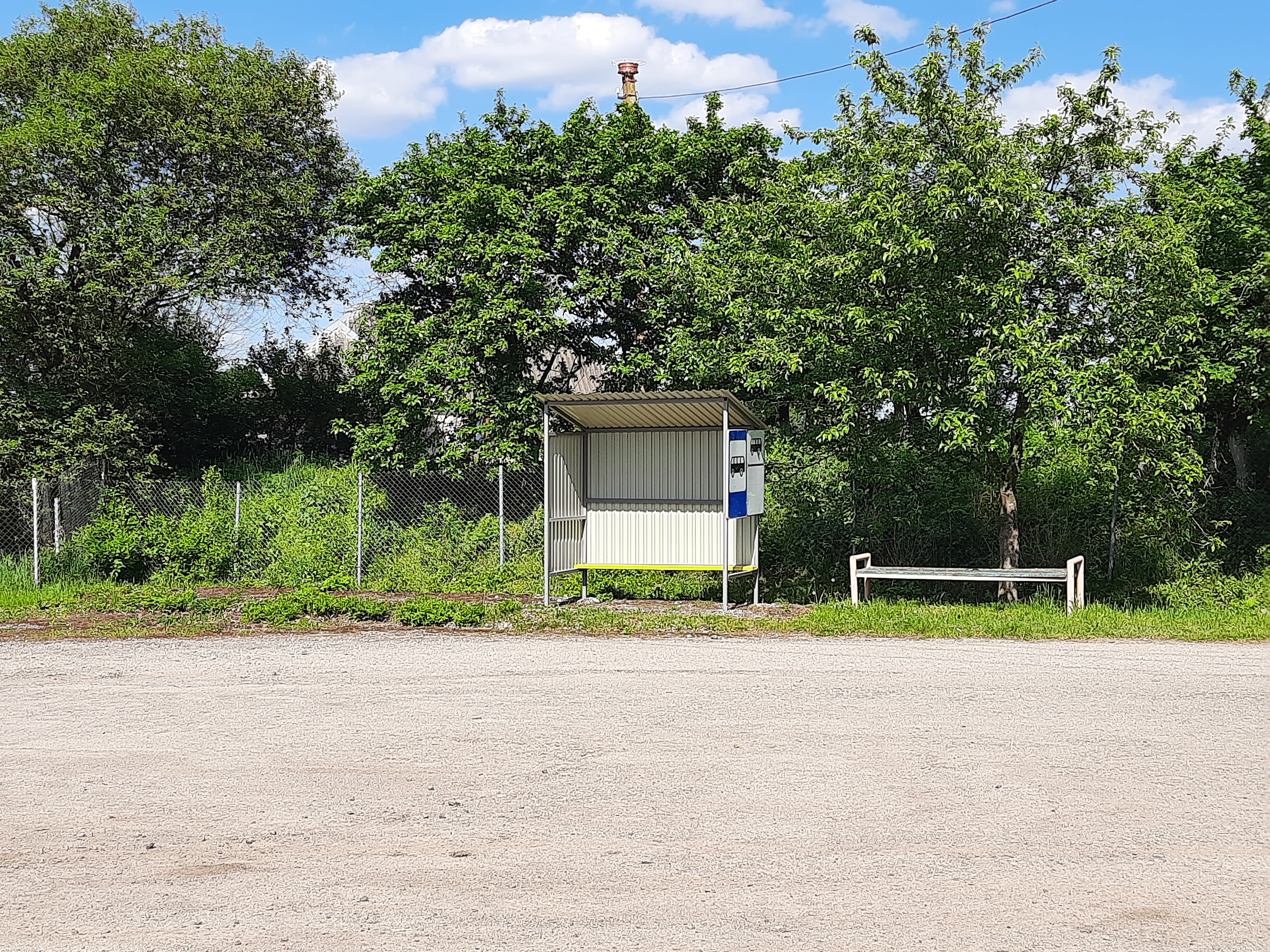
Автобусна зупинка.
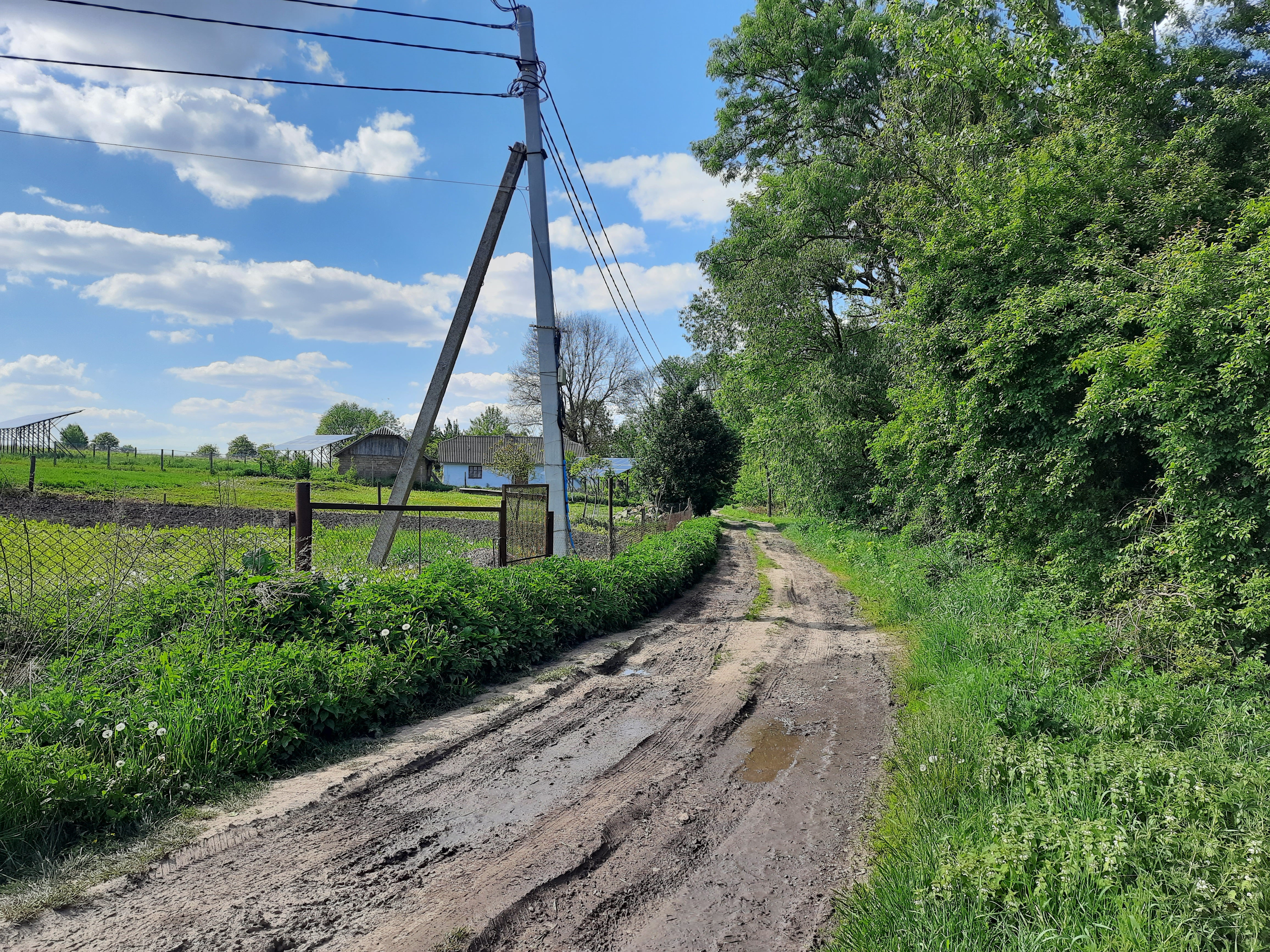
Околиця села
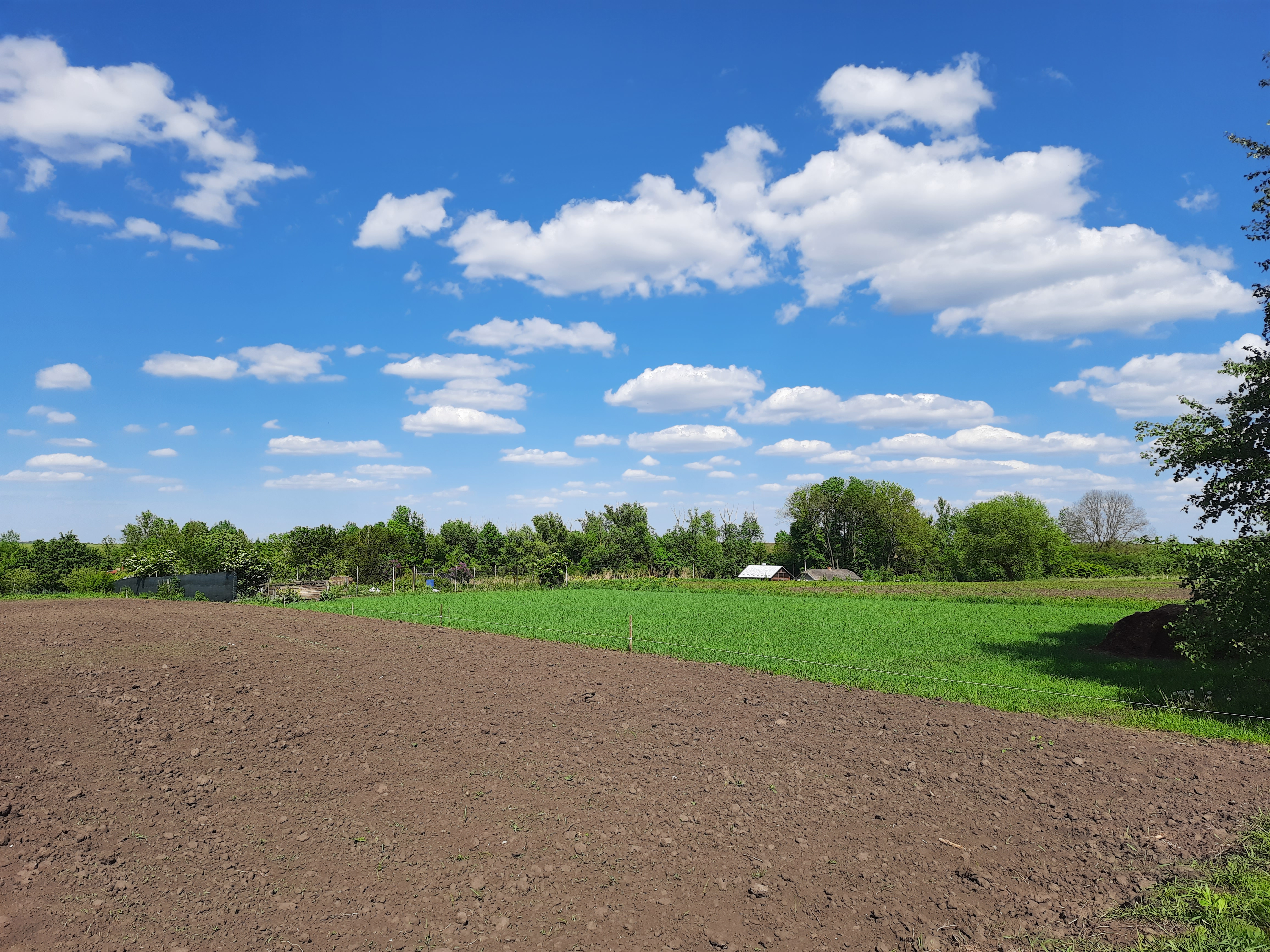
Вигляд на село
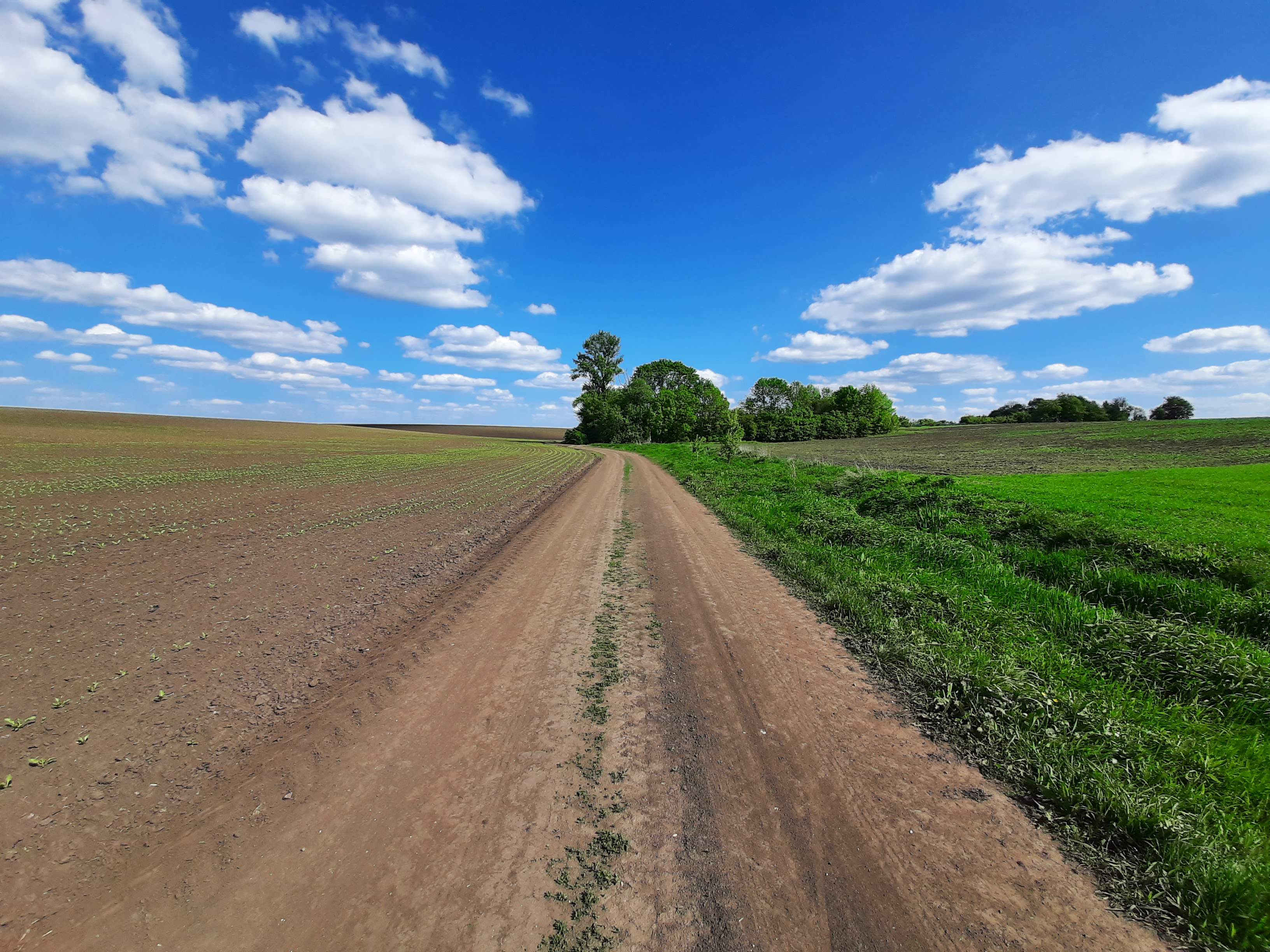
Польова дорога в село